# ۸ خرچنگ
۸ خرچنگ یک ستاره است که در صورت فلکی خرچنگ قرار دارد.